# 郭子斌
郭子斌（？－1942年），中華民國軍人，官至中將。他為中日戰爭期間陣亡的中國軍方高級將領之一。

## 生平
1933年，本為地方勢力的郭子斌跟隨朱世勤投效山東政府，1940年石友三與孫良誠率數萬名軍隊相繼依附日軍，郭子斌被國民革命軍授以暫30師中將師長身分，與該兩軍團對戰。之後於1942年5月4日陣亡於山東潘莊。